# Mont Simpson
Le mont Simpson se situe dans la chaîne Owen Stanley dans la province de Baie Milne en Papouasie-Nouvelle-Guinée. Il culmine à 2 737 mètres d'altitude.